# Fotogravură

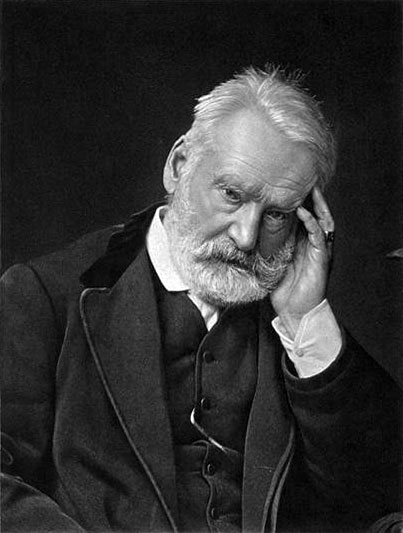
Fotogravura lui Victor Hugo, 1883 de Walery

Fotogravura reprezintă un procedeu de imprimare a unei imagini, fotografii prin tehnica gravării pe o anumită suprafață. De regulă, acest lucru se obține prin folosirea de substanțe chimice în scopul arderii/atacării suprafeței respective, rezultând o operațiune de durată. În funcţie de material şi de aplicaţie, fotogravura poate fi realizată prin tehnologie laser sau mecanică. Se realizează fotogravuri pe materiale diverse (hârtie, lemn, piele, răşină sintetică, sticlă, cauciuc, metal, etc.).

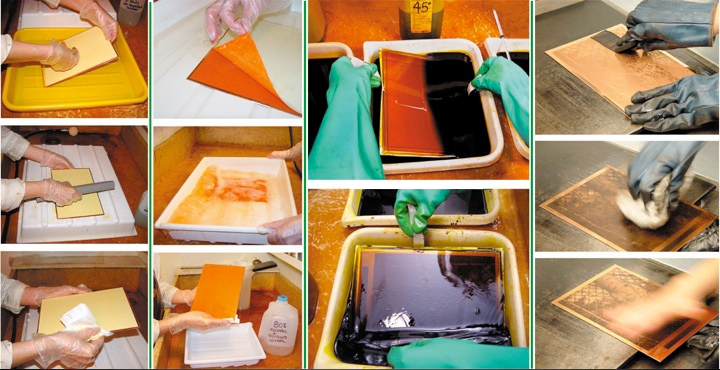
Pașii procesului de fotogravură

## Istoric
Cele mai vechi forme de fotogravură au fost dezvoltate de doi pionieri în tehnica fotografiei; în primul rând Nicéphore Niépce în Franța în anii 1820 și, ulterior, Henry Fox Talbot în Anglia. Niépce căuta un mijloc de a crea imagini fotografice pe plăci care ar putea fi apoi gravate și utilizate pentru a face imprimări pe hârtie cu o presă de tipărire tradițională. Imaginile timpurii ale lui Niépce sunt printre primele fotografii, precedând metoda numită daghereotipie și ulterior  procesul fotografic ce utiliza colodiul . Talbot, inventator al procesului negativ de hârtie de tip calotip, a vrut să facă imprimarea fotografiilor pe hârtie care nu s-ar degrada în timp. El a lucrat la procesul său fotomecanic în anii 1850 și l-a brevetat ulterior în 1852 (cu titlul de "gravarea fotografică") și 1858 (cu titlul de "gravarea fotoglifică").
Fotogravura în forma sa matură a fost dezvoltată în 1878 de către pictorul ceh Karel Klíč, care a dezvoltat cercetarile lui Talbot. Acest proces, unul încă folosit astăzi, se numește procesul Talbot-Klič.

## Legături externe
- en The Art of The Photogravure: Process, History and Examples